# Filhos do Zaire
A GRCES Filhos do Zaire é uma escola de samba da cidade de São Paulo.

## Carnavais
| Ano  | Colocação | Grupo | Enredo | Carnavalesco | Ref.              |
| ---- | --- | --- | --- | --- | ----------------- |
| 2019 | 7º Lugar | Bairros 2 | África: Da identidade, raiz de o Baobá a origem dos Filhos do Zaire na pátria amada mãe gentil, Brasil                 | Comissão de Carnaval                                                                                                   | [ 2 ] [ 3 ] [ 4 ] |
| 2020 | 5º Lugar | Acesso 2 de Bairros | A primavera da resistência. De Dandara à Marielle: histórias de mulheres que nunca se apagam                           | | [ 5 ]             |
| 2021 | Inicialmente adiados para o mês de julho, os desfiles do Carnaval 2021 foram cancelados devido a pandemia de Covid-19. | Inicialmente adiados para o mês de julho, os desfiles do Carnaval 2021 foram cancelados devido a pandemia de Covid-19. | Inicialmente adiados para o mês de julho, os desfiles do Carnaval 2021 foram cancelados devido a pandemia de Covid-19. | Inicialmente adiados para o mês de julho, os desfiles do Carnaval 2021 foram cancelados devido a pandemia de Covid-19. | [ 6 ]             |
| 2022 | 9º Lugar | Acesso 2 de Bairros | E agora, quem poderá nos defender? Para superar a dor, heróis se unem em nome do amor!                                 | | [ 7 ] [ 8 ]       |
| 2023 | 3º Lugar | Acesso 2 de Bairros | Iustitia Fiat – A sede de um povo por direitos e Justiça                                                               | | [ 9 ]             |
| 2024 | 5º Lugar | Acesso 2 de Bairros | Um Dengo às Rosas Pretas                                                                                               | Melissah Limonge | [ 10 ]            |